# Saint-Germain-la-Blanche-Herbe
Saint-Germain-la-Blanche-Herbe là một xã ở tỉnh Calvados, thuộc vùng Normandie ở tây bắc nước Pháp.

## Dân số

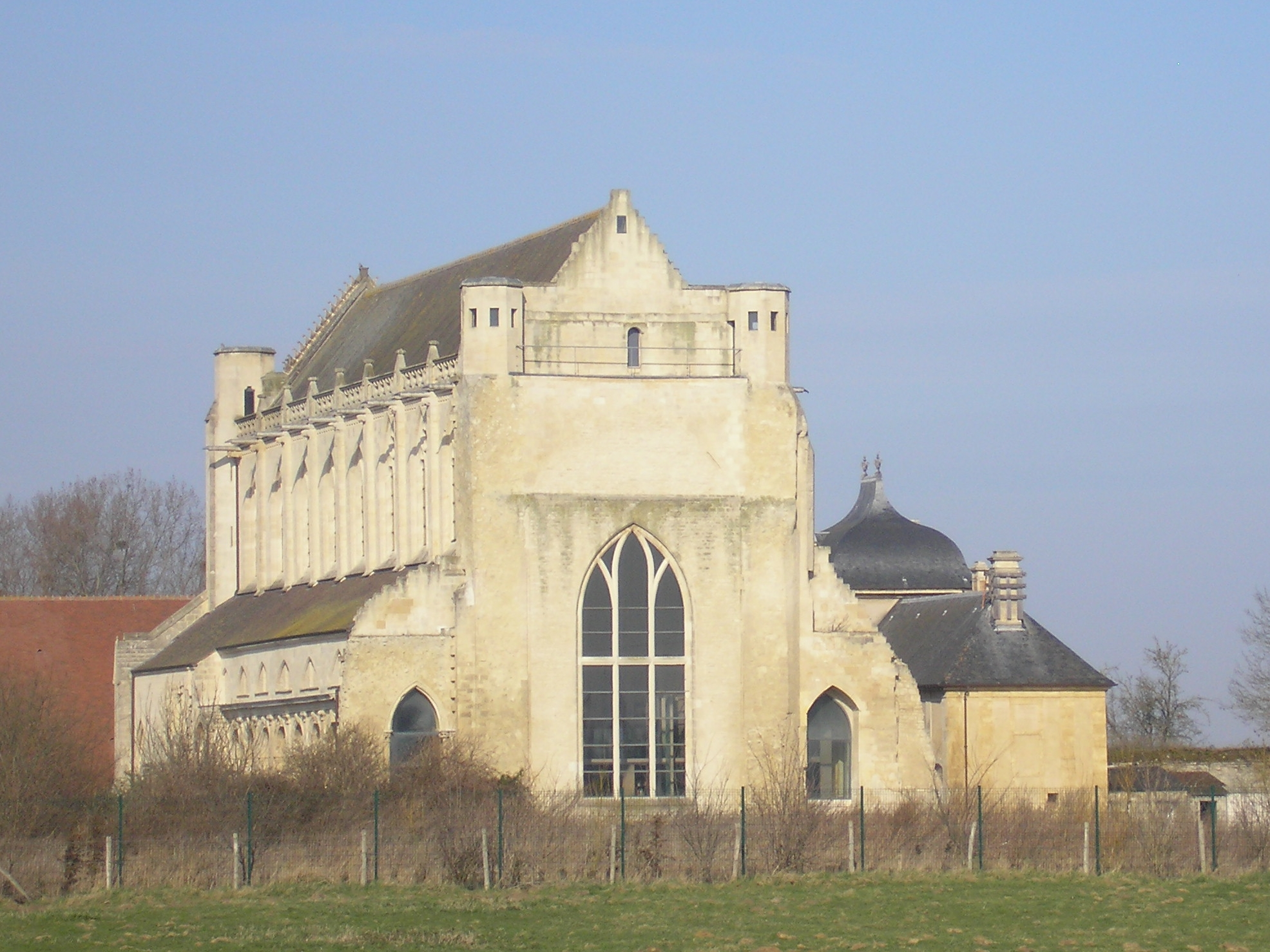
Abbaye d'Ardenne

| Năm | 1962 | 1968 | 1975  | 1982  | 1990  | 1999  | 2004  |
| --- | ---- | ---- | ----- | ----- | ----- | ----- | ----- |
| Dân số | 265  | 232  | 1 327 | 1 223 | 1 615 | 2 531 | 2 514 |
| From the year 1962 on: No double counting—residents of multiple communes (e.g. students and military personnel) are counted only once. 2004: Provisional population (annual survey). |      |      |       |       |       |       |       |